# Àrea de servei

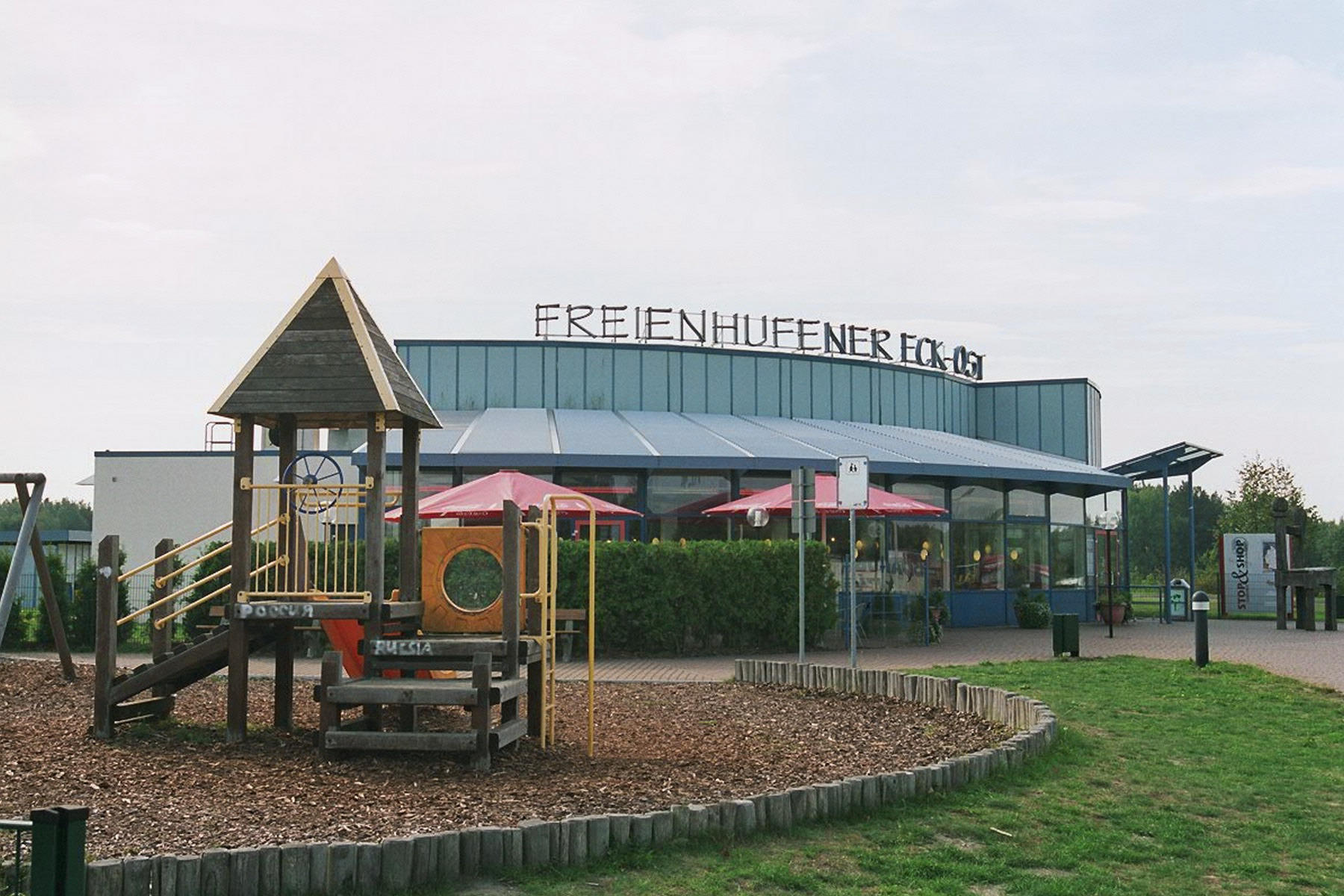
Una zona de servei al llarg d’una autopista alemanya 13, a Freienhufen (Brandenburg).

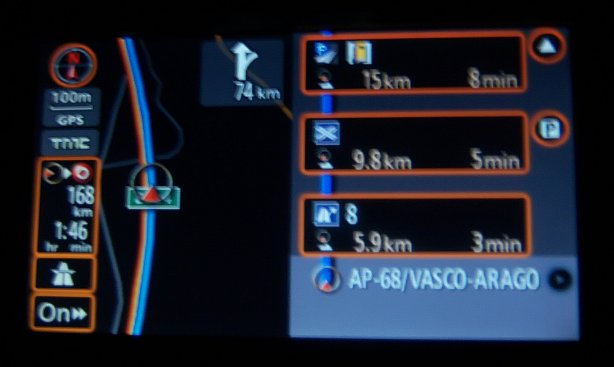
Sistema de navegació per a automòbils d'un vehicle amb informació sobre la ruta, sortides i àrees de servei, així com les distàncies i temps d'arribada.

Una àrea de servei d'una autopista és una instal·lació pública pròxima a un eix de comunicació per carretera, com autopistes, en la qual els conductors i els passatgers poden descansar, menjar o proveir-se de combustible sense desviar-se de la seva ruta. Solen ser una sèrie d'infraestructures situades al llarg de l'autopista (i de vegades en determinades carreteres nacionals) .
Les instal·lacions solen incloure aparcaments per automòbil és i vehicles pesants amb  estacions de servei i  zones recreatives amb berenadors. Moltes es completen amb petites botigues d'alimentació, premsa i components per a l'automòbil; Restaurants; Benzineres,  caixers automàtics; i punts de descàrrega d'aigües grises i escombraries per autocaravanes. En molts casos part dels aparcaments per al turisme estan coberts amb plaques metàl·liques que els protegeix de les inclemències de el temps i la calor. De vegades el restaurant està construït com un pont sobre la carretera, sobretot en autopistes o autovies, proporcionant accés des d'ambdós costats de la carretera sense la necessitat de creuar aquesta mitjançant un pas inferior o passarel·la.

## Àrea de servei
Les àrees de servei són espais comercials establerts en una autopista. Poden estar enmig, als costats o per sobre d’una autopista. En general, s’ofereix un servei de càtering i distribució de gasolina. També és possible trobar un servei d'informació turística, un supermercat (o un " botiga de conveniència "), botigues, un terminal d'informació, telèfon públic i un hotel.

Les àrees de servei poden estar adaptades tant al lloc com als usuaris (turistes, transportistes per carretera, etc.) i lluny dels intercanviadors han de proporcionar un mínim de serveis com ara aparcament, telèfon, combustible i instal·lacions sanitàries de fàcil accés per a persones amb discapacitat física. Aquestes zones s’han de proporcionar a intervals adequats tenint en compte, en particular, el volum de trànsit ; un rètol que anuncia l’aproximació a una àrea de servei també ha d’indicar la distància a la qual es troba la següent àrea de servei. Tot el trànsit i les zones d’aparcament s’han de separar de la calçada de la calçada " E ". "

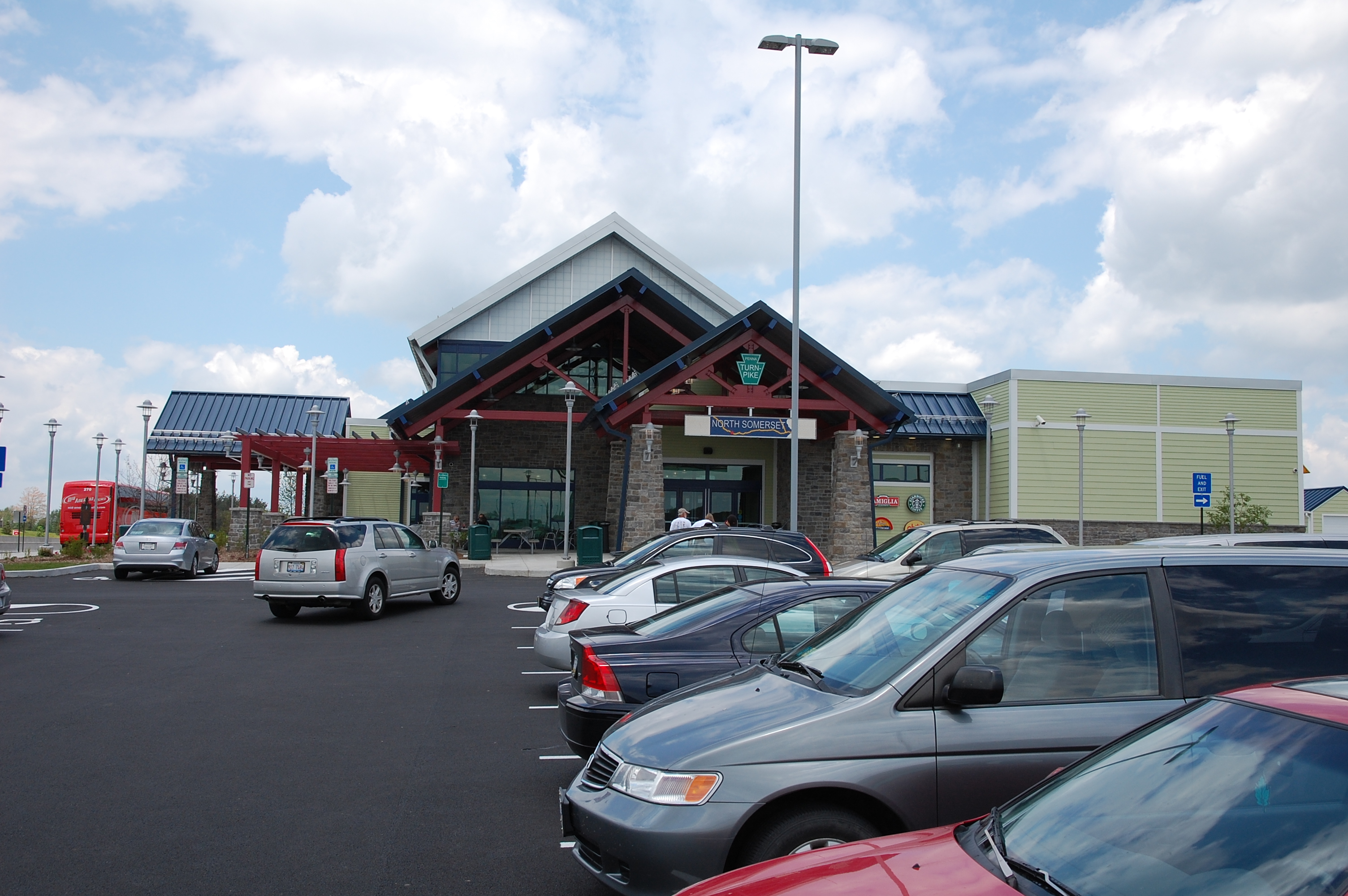
Àrea de servei a North Somerset, Pennsilvània (Estats Units)
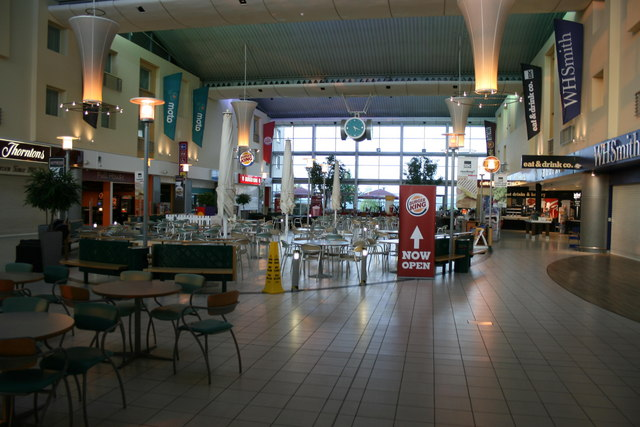
Interior d'una zona de servei a Donington Park (Regne Unit)

## Àrea de descans

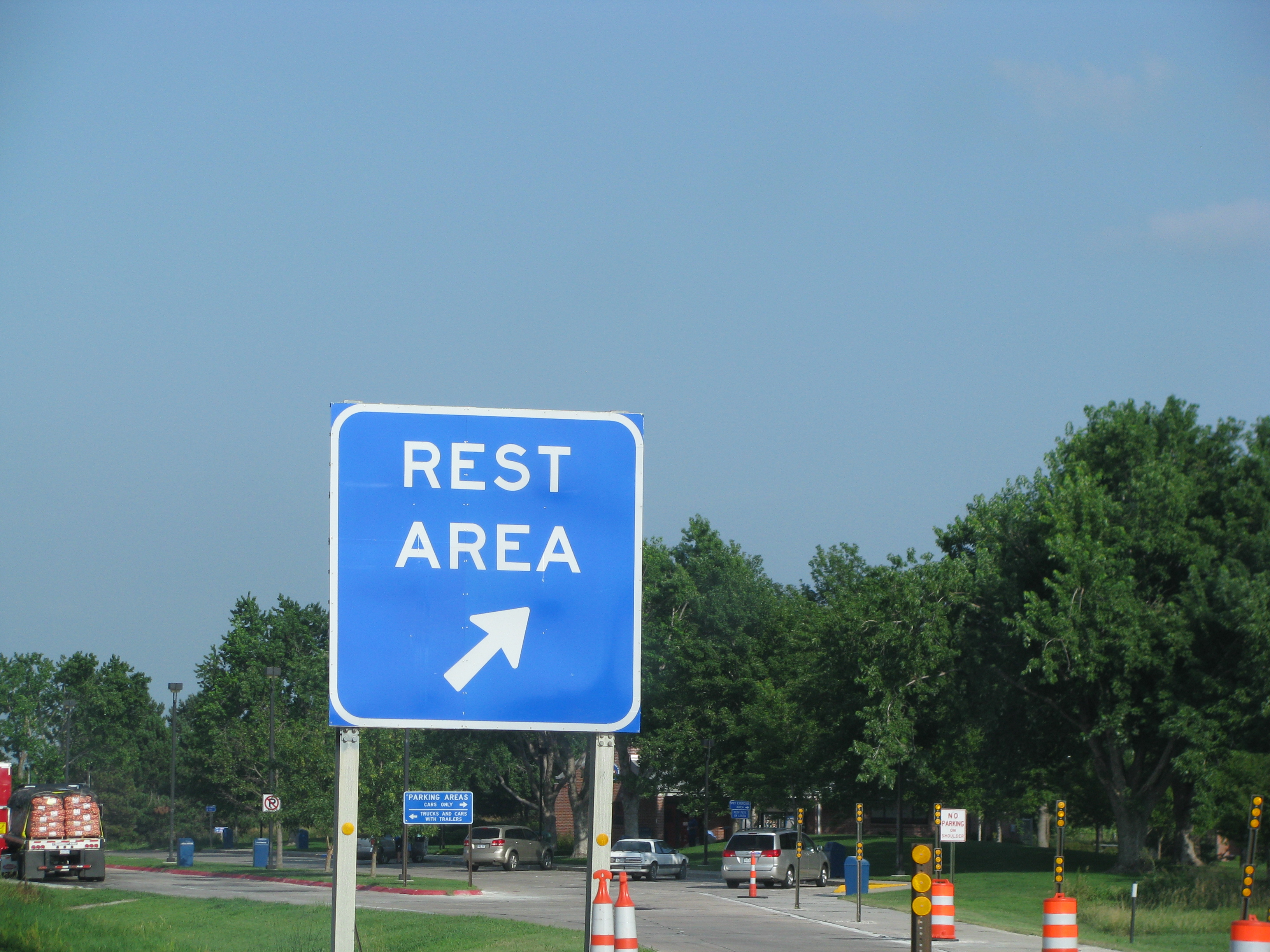
Una zona de descans al comtat de Hall, NE, EUA

També hi ha àrees de descans, generalment equipades amb lavabos i taules de pícnic i algunes vegades una zona de jocs per a nens, i àrea de pícnic on on els conductors poden descansar, menjar alguna cosa, consultar els seus mapes o atendre seus dispositius mòbils. Les zones de descans són espais equipats que, a més de places d’aparcament per a diferents tipus de vehicles, disposen de taules de pícnic, cabines telefòniques i lavabos. També és possible trobar parcs infantils, una terminal o una oficina d’informació turística, màquines expenedores o un menjador mòbil.

Les zones de descans allunyades dels intercanviadors ofereixen als usuaris l’oportunitat de parar en un ambient que trenca amb la monotonia del trànsit i, en aquest cas, el paisatgisme pren una gran importància. S'han de proporcionar zones de descans a intervals adequats ; un rètol que anuncia l’aproximació a una zona de descans també ha d’indicar la distància a la qual es troba la següent zona de descans. Hi pot haver estacions d’aigua, taules, refugis i instal·lacions sanitàries fàcilment accessibles per a discapacitats físics.

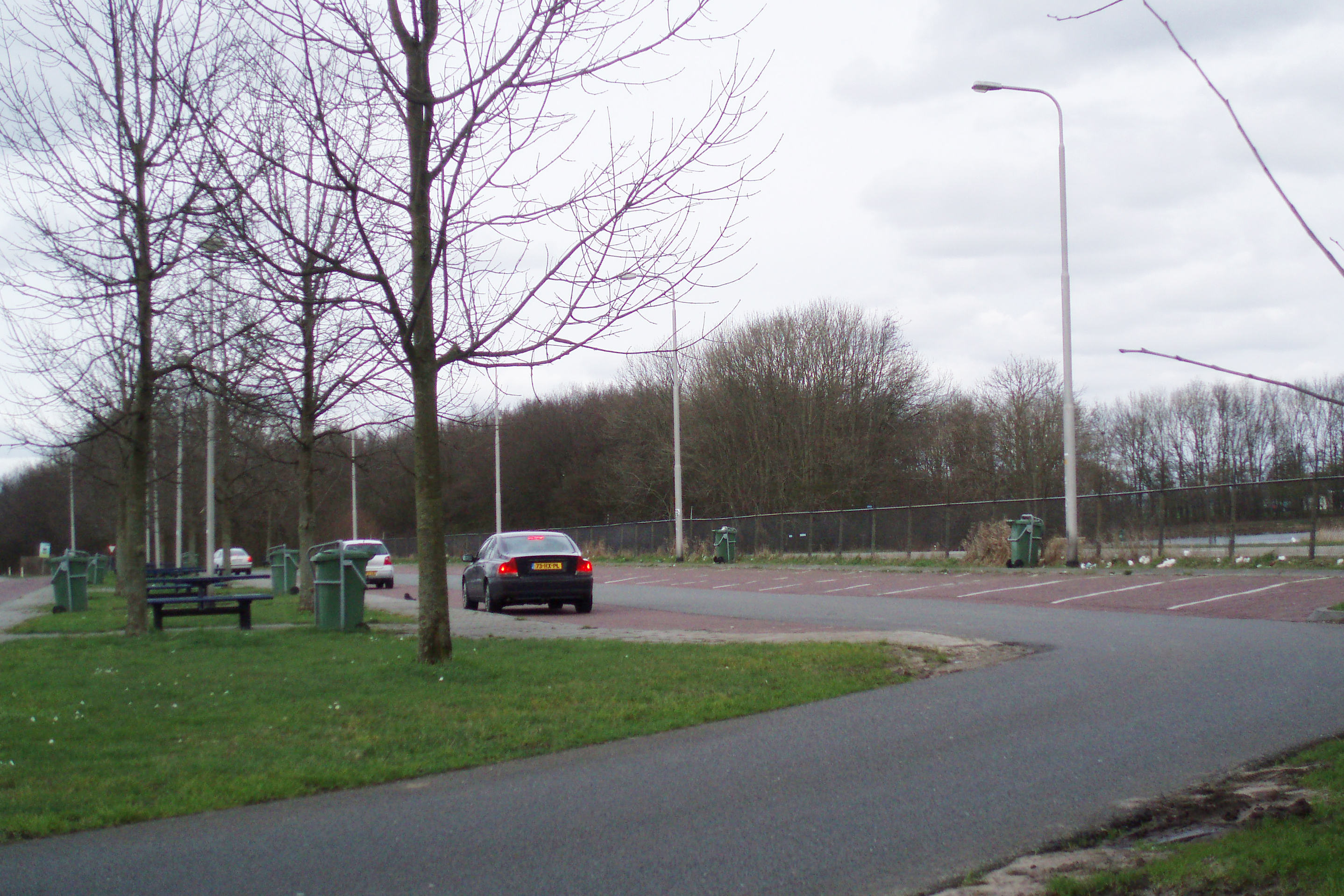
Una zona d’aparcament a la vora d’una autopista holandesa

## Àrea d'aparcament
Paral·lelament a les anteriors hi ha uns tipus més bàsics d'àrees de descans que no posseeixen cap instal·lació: únicament consten d'una sortida de carretera amb una zona d'aparcament, llavors és una zona d’aturada o àrea d'aparcament.
Certes convencions diferencien les àrees d'aparcament de les àrees de descans. Es tracta de zones d’aparcament sense cap altra infraestructura que les papereres, les cabines telefòniques i les taules de pícnic, es tracta simplement d’un aparcament sense equipament real (a part de les escombraries o un telèfon de trucades d’emergència).

## Senyalització utilitzada

### Europa
A França, les zones de les autopistes solen estar prèviament senyalitzades diverses desenes de quilòmetres abans, llavors 2 000 i 1 000 mètres abans amb més freqüència (senyal C65a). Durant l'avís previ, un rètol especifica la zona següent després de la indicada (permetent al motorista triar o planificar el seu subministrament de combustible).
A l’autopista s’informa a l’usuari de determinats serveis com la presència d’un restaurant (panell CE16), un establiment potable o establiment que ofereix aperitius bàsics (panell CE18), un hotel o un motel (panell CE17) obert tota la setmana. També s’indiquen els altres serveis (punt de relaxació, zona de jocs infantils, informació turística, miradors). .. La indicació de lavabos oberts al públic (panell CE12), un aparcament (panell C1a) i una cabina telefònica (panell CE1b) només s’indica quan les zones no tenen altres serveis (serà Obvi que una zona equipat amb una estació de servei o un restaurant és també una cabina telefònica i lavabo). La presència d’una estació de dispensació de combustible (oberta els 7 dies de la setmana i les 24 hores del dia) normalment s’especifica mitjançant l'emblema o el logotip del cisterna (panell C15e) i no pel pictograma (C15a i c). Així mateix, les marques de restaurants són cada cop més precises.

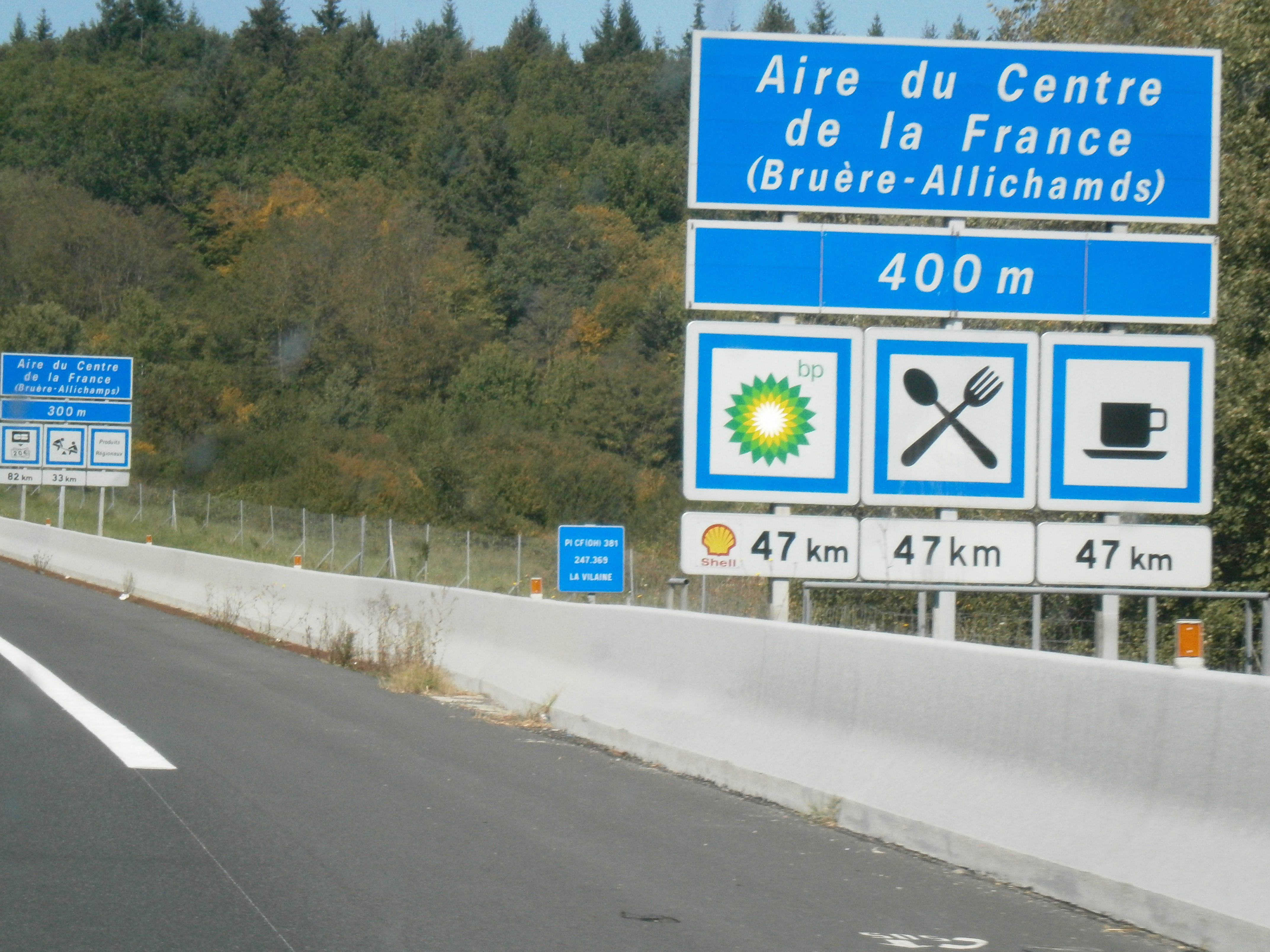
Avís previ d’una zona (autopista A71).
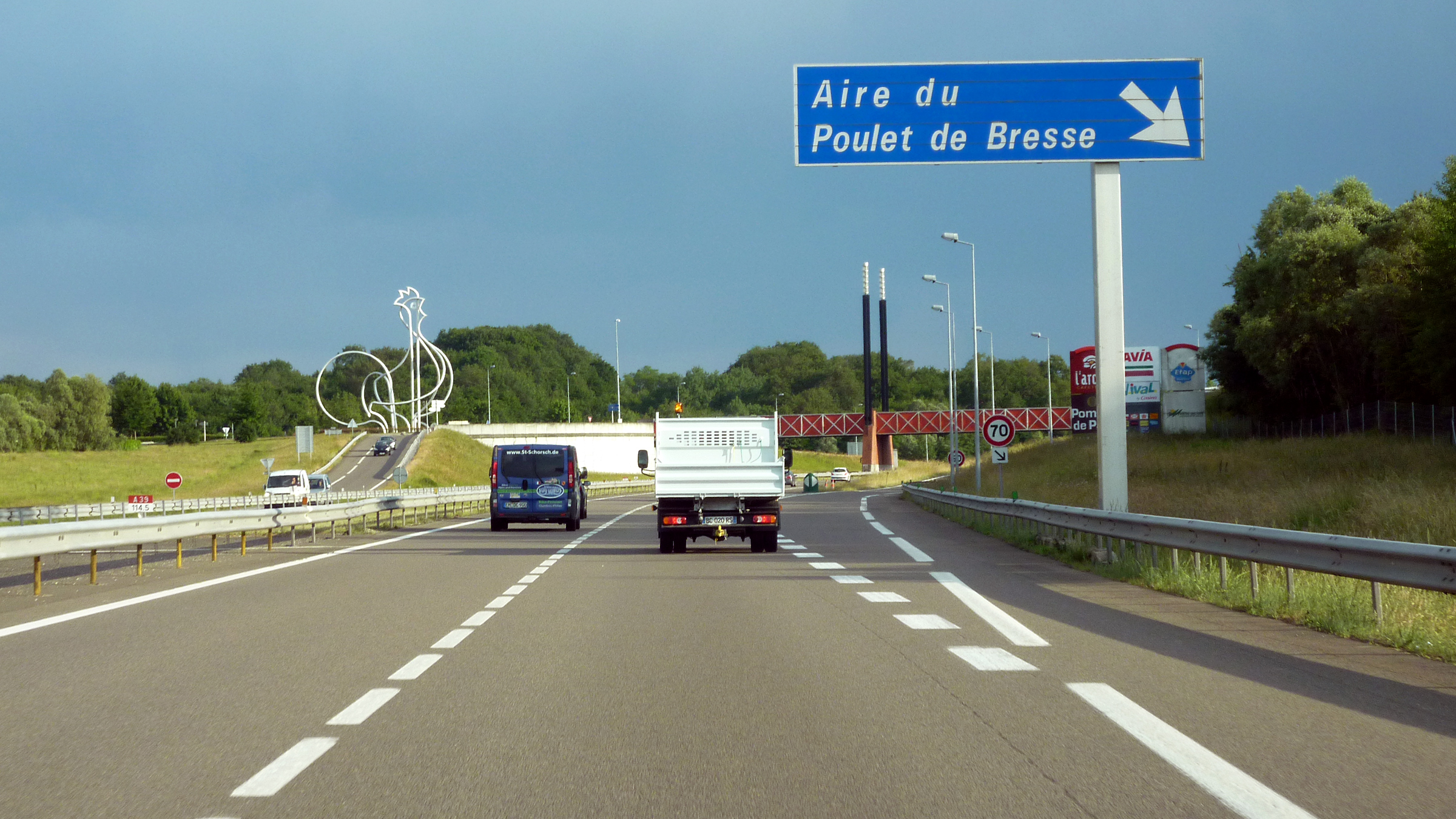
Accés a una zona de servei (autopista A39).
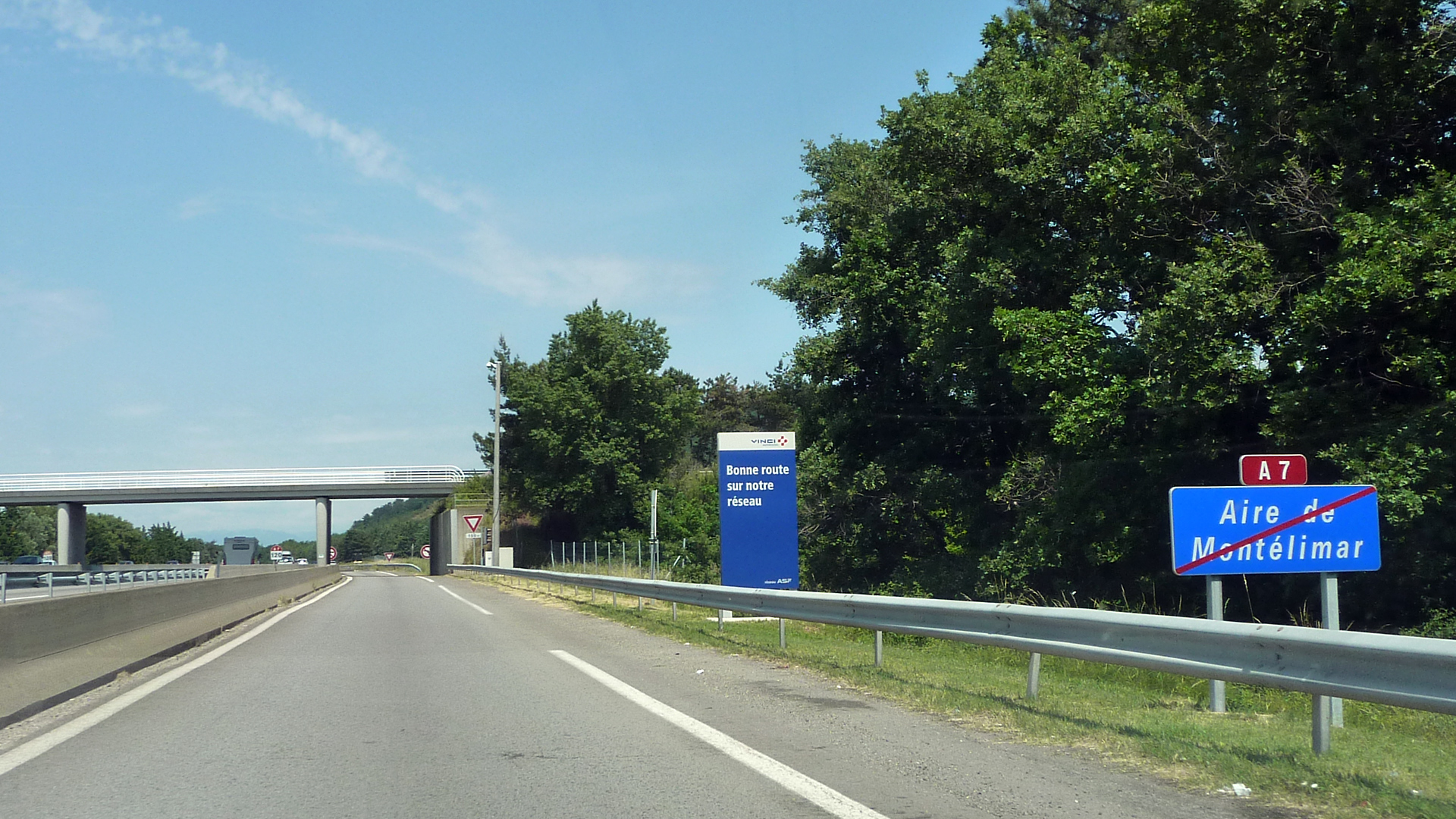
Sortida de la zona (autopista A7).

### Estats Units
Als Estats Units, els rètols d’àrea de servei tenen un fons blau (no s’ha de confondre amb els rètols que indiquen empreses ubicades a una sortida) i indiquen el nom de l’àrea de servei, els serveis (text o pictograma) i els noms dels llogaters de la serveis. En general, una àrea de servei està marcada prèviament a 16, 8 i 1,6 1 milles, així com a la zona de servei anterior.

### Canadà

Registre per a una àrea de servei.

Al Quebec, el rètol és blanc amb un fons marró (els nous rètols tenen un fons blau) i indica els serveis oferts a la zona de descans o a la zona de servei, el nom en el cas d’una àrea de servei i el nom de la llogaters (en el cas d’una àrea de servei). Se solen indicar amb 5, 2 o 1 kilòmetres d’antelació. Les zones de servei a les autopistes tenen números de sortida, mentre que no és el cas de les zones de descans.
A Ontario, el rètol és marró amb un fons blanc i indica els serveis oferts, així com el nom dels inquilins.

### Altres països

Corea del Sud
Croàcia
Espanya
Hongria
Països Baixos
UK

## Tipus d'instal·lacions

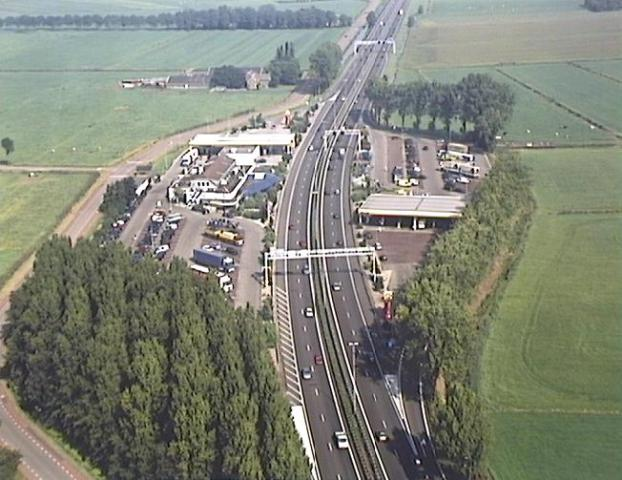
Àrea de servei de Lucht a l'autopista holandesa A2.

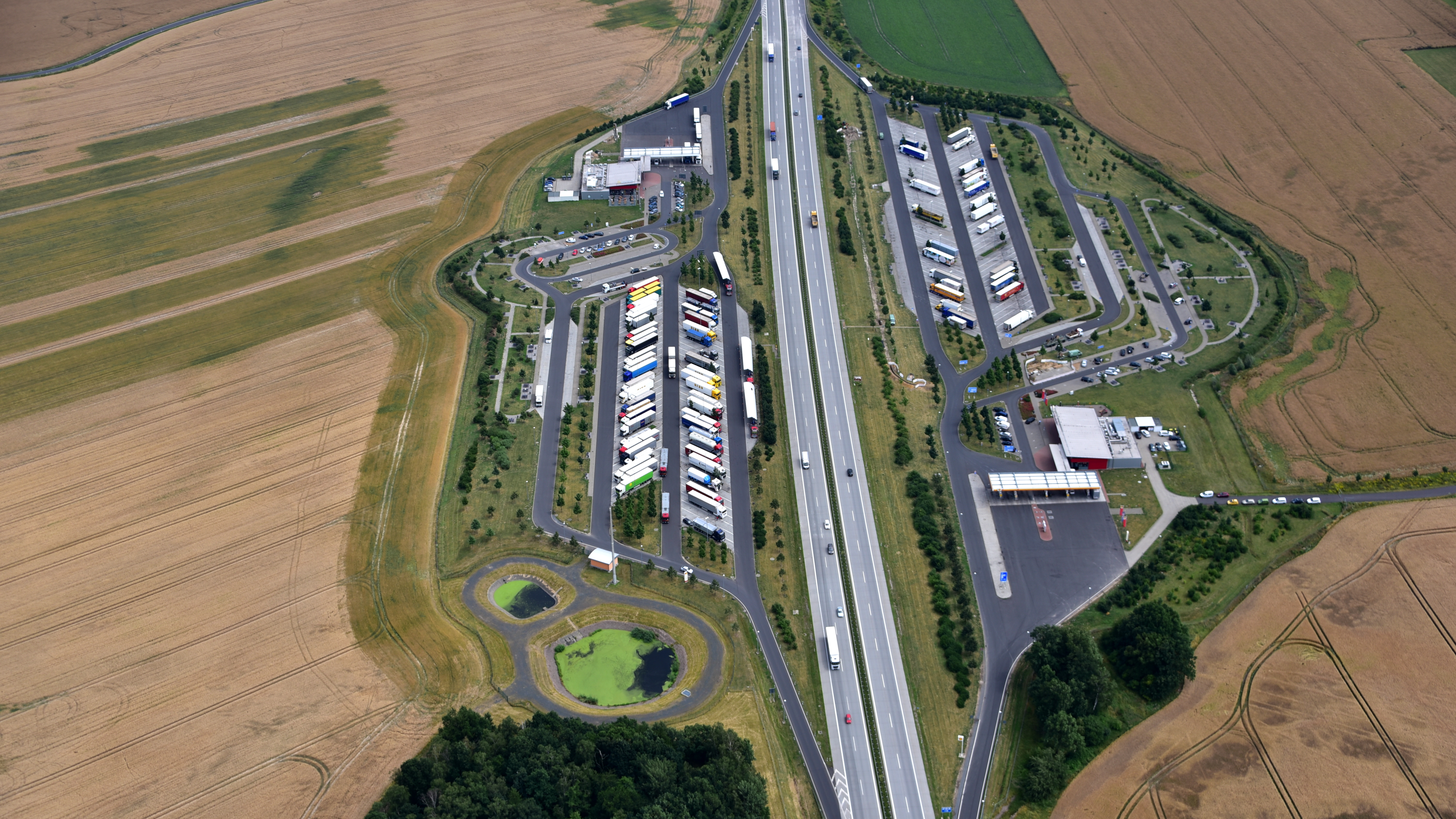
Àrea de servei de Muldental, a l'autopista alemanya A14.

La freqüència i qualitat d'àrees de servei a Europa difereix d'un país a un altre.

### Alemanya i Àustria
Raststätte és el nom de les àrees de servei a les autopistes alemanyes i austríaques. Inclou una benzinera, telèfons públics, restaurants, banys, aparcament i ocasionalment un hotel o un motel. Si l'àrea de servei pertany a una autopista és nomenat com Rasthof o Autohof .
Les petites àrees d'aparcament es coneixen com Rastplatz. Són més freqüents i únicament posseeixen taules de pícnic i de vegades lavabos (senyalitzats).

### Espanya
A Espanya les grans àrees de servei no són molt comuns més enllà de les existents en autopistes de peatge. En general els automobilistes són dirigits a establiments ubicats en localitats pròximes a la via, on donen servei tant a conductors com a la població local. La disponibilitat d'aquests serveis és advertida als conductors en les sortides d'autopistes i autovies mitjançant símbols.

### Finlàndia
Les àrees de servei són construïdes i mantinguts pel govern nacional, però el municipi local proporciona mapes i serveis sanitaris. Si hi ha comerços, la botiga té la responsabilitat de mantenir neta l'àrea. Aquest tipus d'instal·lacions estan dissenyades majoritàriament per a viatges de llarga distància. La recomanació és que hi ha una cada 20 km.

### França
A França hi ha àrees de servei i zones de pícnic a tota la xarxa d'autopistes repartides cada 20 km. Tots dos tipus també poden ser trobats en carreteres nacionals, sent menys freqüent que en autopistes. Són conegudes com aires, específicament com aire de servei i aire de piqui-nique respectivament, mentre aire de repos ("àrea de descans") normalment es refereix a una zones de pícnic. Normalment reben el seu nom de la ciutat o poble més proper, com "aire de Garonne".

### UK
Gairebé totes les àrees de servei de l'autopista (MSA) al Regne Unit són propietat de el Departament de el Transport amb arrendaments de 50 anys a les companyies privades que les operen.

## Desenvolupament
Algunes àrees de descans han evolucionat i s’anomenen àrees de servei, dotant-se d’una estació de servei, afegint-hi una cafeteria, un restaurant de vegades també un hotel.
Les àrees de descans s’organitzen generalment cada quinze quilòmetres i les àrees de servei cada quaranta-cinc quilòmetres. A les autopistes principals gratuïtes com l' A20 i l' A75 (a França), que són autopistes per a les quals no es concedeix la major part del recorregut i, en conseqüència, veure com augmenten els intervals d'instal·lació d'aquestes zones.
A França, les zones de descans solen prendre el nom del poble o localitat més propera. Les àrees de servei sovint prenen el nom de la ciutat important més propera. La zona de La Sarthe-Sargé-le-Mans, per exemple, és una zona de l'autopista A11 (que connecta París amb Nantes a través de Le Mans i Angers). Aquesta zona es troba prop de la ciutat de Sargé-lès-le-Mans, a Sarthe.
A França, dos grups comparteixen la xarxa d'autopistes francesa en termes de restauració : el grup Elior (líder de la branca) i el grup Autogrill. Hi ha moltes marques en aquests dos grups i hi ha moltes botigues franquiciades.

## Serveis
Els serveis següents són gairebé obligatoris, a França (almenys a les autopistes) per a les zones de servei :
- lavabos i aigua potable
- aparcament de vehicles pesants de mercaderies
- aparcament de vehicles lleugers
- aparcament de caravanes
- places d’aparcament per a minusvàlids
- Àrea de pícnic
- GLP
- Gasolinera
- Cabina telefònica
- Dutxes
- Pressió dels pneumàtics, l'accés al qual és gratuït

Depenent de la zona, és possible trobar altres serveis com :
- Zona de jocs infantils
- Buidatge d’autocaravanes
- animació i informació Bison Futé
- Servei per a conductors de camions (aparcament de seguretat, dutxes, espai a la carretera)
- Restaurant, cafeteria, bufet o menjar ràpid
- Beguda o flux de cafè
- Distribuïdors automàtics de begudes o aperitius lleugers
- Supermercat (botiga de conveniència)
- Productes locals
- Hotel o motel
- Premsa i sortida de tabac
- Aparcament d’incentius (per compartir cotxe i transport públic)
- Parada d'autobús
- Botiga de licors[8]
- Informació turística
- Formulari d’inscripció

Cada cop hi ha més serveis disponibles, com ara caixer automàtic, bústia de correus, àrea bressol, zona Wifi, servei multimèdia (terminal d’Internet, informació de trànsit en temps real). L’accessibilitat per a persones amb mobilitat reduïda (discapacitats) és gairebé sistemàtica : cabina telefònica, banys, pàrquing, benzinera, pícnic, botiga.
Aquestes zones són molt netes, els serveis sanitaris els netegen cada dia els serveis d’autopistes o empreses privades si són lavabos de les botigues. A més a més, un treballador de l’autopista també passa cada dia per buidar totes les papereres presents a aquestes zones.
Algunes zones (zones de descans o serveis) de vegades poden ser envaïdes per fulles morts si poques vegades es fa un manteniment, com és el cas de trams d’autopistes fora de la concessió o de carreteres per a automobilistes (autopistes). De la mateixa manera, a l'hivern, les zones no sempre estan desbrossades de neu al mateix temps que les carreteres principals. : per tant, heu de tenir especial cura i adaptar la vostra velocitat quan vulgueu accedir-hi en aquestes condicions.
Finalment, aquestes zones tenen un gran nombre de contenidors i contenidors. Algunes empreses concessionàries (com SAPRR) han innovat establint un sistema de classificació selectiva. A la xarxa d’autopistes per animar la gent a fer pauses cada dues hores. a les principals àrees de servei, però també etapes de seguretat i descoberta.